# Богослов Папского Дома
Богослов Папского Дома (лат. Pontificalis Domus Doctor Theologus) — куриальная должность в Римско-католической Церкви, которая всегда была поручена брату-проповеднику доминиканского ордена, и может быть описана как теолог Папы. Ранее должность называлась магистр Священного дворца (лат. Magister sacri palatii), до изменений, внесенных в 1968 году апостольским письмом Папы Павла VI Pontificalis Domus.
Нынешнюю должность занимает о. Войцех Гертых, польский доминиканский монах, который был назначен Папой Бенедиктом XVI в 2005 году, чтобы сменить предыдущего богослова Папского Дома — кардинала Жоржа Коттье.

## Магистры Священного дворца
- Святой Доминик, первый магистр, назначен Папой Гонорием III в 1218 году;[2]
  - вакансия с 1221 года по 1235 год;
- Блаженный Бартоломео ди Бреганце, назначен Папой Григорием IX в 1235 году;
- Аннибале д’Аннибальди, назначен Папой Иннокентием IV в 1246 году, он был создан кардиналом в 1262 году Папой Урбаном IV, первый магистр Священного дворца, который был возведён в кардиналы;
- Гульельмо Бондерини, англичанин, назначен Папой Урбаном IV в 1263 году;
- Пьетро Анджелетти, луккезец, назначен Папой Климентом IV в 1270 году;
- Рамон де Кортсави, арагонец, назначен Папой Григорий X в 1272 году;
- Юг Эслен де Бийом, француз, назначен Папой Мартином IV в 1281 году, создан кардиналом в 1288 году Папой Николаем IV;
- Гийом Пьер Годен, француз, назначен Папой Николаем IV в 1288 году;
- Гийом Дюран де Сен-Пурсан, француз, назначен Папой Климентом V в 1312 году;
- Гийом де Лёдан, француз, назначен Папой Иоанном XXII в 1317 году;
- Раймон Бегин, француз, назначен Папой Иоанном XXII в 1321 году;
- Доминик Гренье, француз, назначен Папой Иоанном XXII в 1324 году;
- Армандо де Бельовиси, испанец, назначен Папой Иоанном XXII в 1327 году;
- Пьер де Пире, француз, назначен Папой Бенедиктом XII в 1335 году;
- Раймондо Дуранди, француз, назначен Папой Бенедиктом XII в 1336 году;
- Жан де Мулен, француз, назначен Папой Климентом VI в 1344 году;
- Гийом де Судр, француз, назначен Папой Климентом VI в 1349 году;
- Гульельмо Романи, итальянец, назначен Папой Иннокентием VI в 1361 году;
- Николя де Сен-Сатурнен, француз, назначен Папой Григорием XI в 1372 году;
- Пьетро Альберини, итальянец, назначен Папой Урбаном VI в 1378 году;
- Уголино да Камерино, итальянец, назначен Папой Урбаном VI в 1379 году;
- Джакомо Аригони де Беларди, итальянец, назначен Папой Бонифацием IX в 1395 году;
- Леонардо Дати, итальянец, назначен Папой Григорием XII в 1407 году;
- Бартоломео де Больстенех, немец, назначен Папой Григорием XII в 1414 году;
- Хуан де Касанова, испанец, назначен Папой Мартином V в 1418 году;
- Андреа да Пиза, итальянец, назначен Папой Мартином V в 1424 году;
- Иоанн Константинопольский, (немец?), назначен Папой Мартином V в 1429 году;
- Хуан де Торквемада, испанец, назначен Папой Евгением IV в 1431 году;
- Хайнрих Кальтайзен, немец, назначен Папой Евгением IV в 1439 году;
- Хайме Хиль, испанец, назначен Папой Николаем V в 1452 году;
- Леонардо Манзуэти, итальянец, назначен Папой Павлом II в 1465 году;
- Сальво Кассетта, итальянец, назначен Папой Сикстом IV в 1474 году;
- Марко Марольди, итальянец, назначен Папой Сикстом IV в 1482 году;
- Паоло Монелья, итальянец, назначен Папой Иннокентием VIII в 1490 году;
- Анний из Витербо, итальянец, назначен Папой Александром VI в 1499 году;
- Джованни Раффанелли, итальянец, назначен Папой Александром VI в 1502 году;
- Сильвестро Маццолини да Приерио, итальянец, назначен Папой Львом X в 1515 году;
- Томмазо Бадья, итальянец, назначен Папой Климентом VII в 1523 году;
- Бартоломео Спина, пизанец, назначен Папой Павлом III в 1542 году;
- Пьетро Мартире да Брешиа, итальянец, назначен Папой Павлом III в 1546 году;
- Эджидио Фоскарари, болонец, назначен Папой Павлом III в 1547 году;
- Джероламо Муццарелли, болонец, назначен Папой Юлием III в 1550 году;
- Пьетро Паоло Джаннерини, аретинец, назначен Папой Юлием III в 1553 году;
- Даниэле Бьянки да Крема, итальянец, назначен Папой Павлом IV в 1558 году;
- Томас Манрикес, испанец, назначен Папой Пием V в 1565 году;
- Паоло Констабиле, итальянец, назначен Папой Григорием XIII в 1573 году;
- Систо Фабри из Лукки, итальянец, назначен Папой Григорием XIII в 1580 году;
- Томмазо Дзоббьо, итальянец, назначен Папой Григорием XIII в 1583 году;
- Винченцо Бонарди, итальянец, назначен Папой Сикстом V в 1589 году;
- Бартоломео де Миранда, испанец, назначен Папой Григорием XIV в 1591 году;
- Джованни Баттиста Ланчи, итальянец, назначен Папой Климентом VIII в 1597 году;
- Джованни Мария Гванцелли, итальянец, назначен Папой Климентом VIII в 1598 году;
- Агостино Галамини, бризигеллец, назначен Папой Павлом V в 1607 году;
- Лодовико Истелла, испанец, назначен Папой Павлом V в 1608 году;
- Джачинто Петрони, итальянец, назначен Папой Павлом V в 1614 году;
- Никола Ридольфи, итальянец, назначен Папой Григорием XV в 1622 году;
- Никола Риккарди, генуэзец, назначен Папой Урбаном VIII в 1629 году;
- Винченцо Макулани, итальянец, назначен Папой Урбаном VIII в 1639 году;
- Грегорио Донати, итальянец, назначен Папой Урбаном VIII в 1641 году;
- Реджинальдо Лукарини, итальянец, назначен Папой Урбаном VIII в 1642 году;
- Микеле Мазарини, неаполитанец, назначен Папой Урбаном VIII в 1643 году;
- Винченцо Кандиди, итальянец, назначен Папой Урбаном VIII в 1645 году;
- Раймондо Капицукки, римлянин, назначен Папой Иннокентием X в 1654 году;
- Джачинто Либелли, итальянец, назначен Папой Александром VII в 1663 году;
- Раймондо Капицукки (повторно), римлянин, назначен Папой Климентом X в 1673 году;
- Доменико Мария Поццобонелли, итальянец, назначен Папой Иннокентием XI в 1681 году;
- Томмазо Мария Феррари, итальянец, назначен Папой Иннокентием XI в 1688 году;
- Паолино де Бернардини, итальянец, назначен Папой Александром VIII в 1695 году;
- Грегорио Селлари, итальянец, назначен Папой Климентом XI в 1713 году;
- Джованни Бенедетто Дзуаннелли, итальянец, назначен Папой Бенедиктом XIII в 1728 году;
- Луиджи Никола Ридольфи, итальянец, назначен Папой Климентом XII в 1738 году;
- Джузеппе Агостино Орси, флорентиец, назначен Папой Бенедиктом XIV в 1749 году;
- Агостино Риккини, итальянец, назначен Папой Климентом XIII в 1759 году;
- Томмазо Скьяра, итальянец, назначен Папой Пием VI в 1789 году;
- Томмазо Мария Мамаки, итальянец, назначен Папой Пием VI в 1791 году;
- Винченцо Мария Пани, итальянец, назначен Папой Пием VI в 1792 году;
  - вакансия с 1804 года по 1815 год;
- Филиппо Анфосси, итальянец, назначен Папой Пием VII в 1815 году;
- Джузеппе Мария Вельци, итальянец, назначен Папой Львом XII в 1826 году;
- Доменико Буттаони делла Тольфа, итальянец, назначен Папой Григорием XVI в 1832 году;
- Джироламо Джильи, итальянец, назначен Папой Пием IX в 1859 году;
- Мариано Спада, итальянец, назначен Папой Пием IX в 1867 году;
- Винченцо Мария Гатти, итальянец, назначен Папой Пием IX в 1872 году;
- Агостино Бауза, итальянец, назначен Папой Львом XIII в 1882 году;
- Раффаэле Пьеротти, итальянец, назначен Папой Львом XIII в 1887 году;
- Альберто Лепиди, итальянец, назначен Папой Львом XIII в 1897 году;
- Марко Салес, итальянец, назначен Папой Пием XI в 1925 году;
- Мариано Кордовани, итальянец, назначен Папой Пием XI в 1936 году;
- Майкл Браун, ирландец, назначен Папой Пием XII в 1951 году;
- Марио Луиджи Чаппи, итальянец, назначен Папой Пием XII в 1955 год.

## Богословы Папского Дома
- Марио Луиджи Чаппи, итальянец, назначен Папой Павлом VI в 1968 году;
- Жорж Коттье, швейцарец, назначен Папой Иоанном Павлом II в 1989 году;
- Войцех Гертых, поляк, назначен Папой Бенедиктом XVI в 2005 год.